# 359 Dywizja Piechoty (III Rzesza)
359 Dywizja Piechoty (niem. 359. Infanterie-Division) – niemiecka dywizja z czasów II wojny światowej, sformowana na poligonie w Radomiu na mocy rozkazu z 25 listopada 1943 roku, w 21. fali mobilizacyjnej przez III Okręg Wojskowy.

## Struktura organizacyjna
- Struktura organizacyjna w listopadzie 1943 roku:

951., 952. i 953. pułk grenadierów, 361. pułk artylerii, 361. batalion pionierów, 361. dywizyjny batalion fizylierów, 361. oddział przeciwpancerny, 361. oddział łączności, 361. polowy batalion zapasowy;
- Struktura organizacyjna w 194[wymaga weryfikacji?] roku:

951., 952. i 953. pułk grenadierów, 361. pułk artylerii, 361. batalion pionierów, 361. dywizyjna kompania fizylierów, 361. oddział przeciwpancerny, 361. oddział łączności, 361. polowy batalion zapasowy;

## Dowódcy dywizji
- gen. mjr Karl Arndt[1][2]
- gen. por. Siegmund Freiherr von Schleinitz 20 XI 1943[potrzebny przypis] – 30 V 1944;
- gen. mjr Gerhard Lindemann 30 V 1944 – 22 VII 1944;
- gen. mjr Alfred Philippi 1 IX 1944 – 8 V 1945;